# Tereszpol (gemeente)
Tereszpol is een landgemeente in het Poolse woiwodschap Lublin, in powiat Biłgorajski.
De zetel van de gemeente is in Tereszpol.
Op 31 december 2006 telde de gemeente 3.993 inwoners.

## Oppervlaktegegevens
In 2002 bedroeg de totale oppervlakte van gemeente Tereszpol 144,03 km², waarvan:
- agrarisch gebied: 25%
- bossen: 71%

De gemeente beslaat 8,58% van de totale oppervlakte van de powiat.

## Demografie
Stand op 30 juni 2004:
| Omschrijving                   | Totaal | Totaal | Vrouwen | Vrouwen | Mannen | Mannen |
| ------------------------------ | ------ | ------ | ------- | ------- | ------ | ------ |
| eenheid                        | aantal | %      | aantal  | %       | aantal | %      |
| inwoners                       | 4037   | 100    | 1986    | 49,2    | 2051   | 50,8   |
| bevolkingsdichtheid (inw./km²) | 28     | 28     | 13,8    | 13,8    | 14,2   | 14,2   |

In 2002 bedroeg het gemiddelde inkomen per inwoner 1355,8 złoty.

## Plaatsen
Bukownica, Bukownica Mała, Góry, Koniec, Lipowiec, Panasówka, Piaski, Poręby, Szozdy, Tereszpol, Tereszpol-Kukiełki, Tereszpol-Zygmunty, Ulica, Zahart.

## Aangrenzende gemeenten
Aleksandrów, Biłgoraj, Józefów, Radecznica, Zwierzyniec